# Eglantyne Jebb

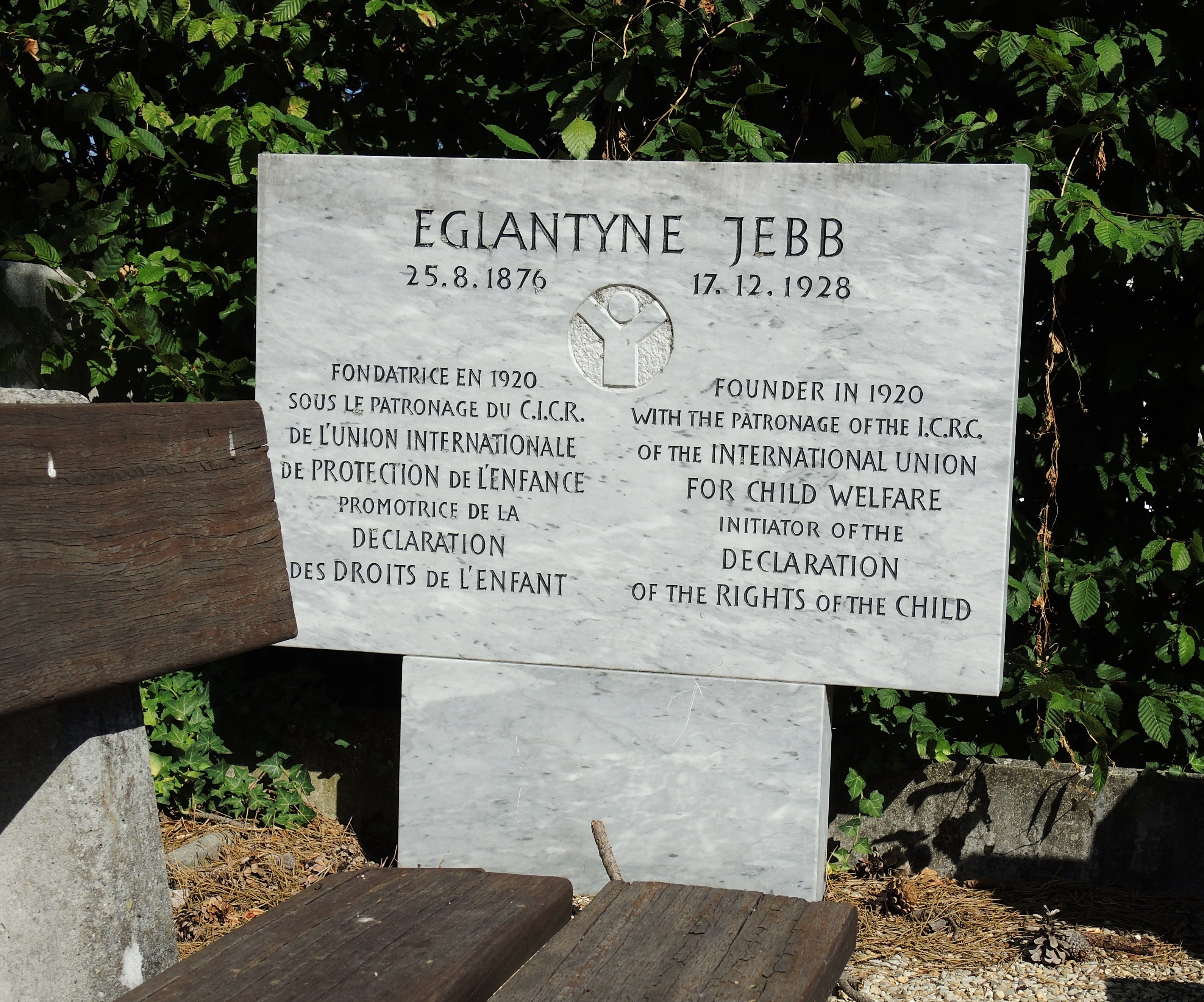
Emléktábla Genfben

Eglantyne Jebb  (Ellesmere, 1876. augusztus 25.  –  Genf, 1928. december 17.) brit humanitárius és szociális aktivista, a Save the Children brit segélyszervezet egyik alapítója, a Genfi Nyilatkozat szerzője.

## Életpályája
Földbirtokos családban született, édesanyja elkötelezett támogatója volt az Arts and Crafts movementnek. Az Oxfordi Egyetem Lady Margaret Hall intézményében tanult történelmet 1895 és 1898 között. Azután tanítóképzőt végzett, de a tanítást gyorsan abbahagyta. Cambridge-ben John Maynard Keynes édesanyja elhívta a Charity Organization Societybe, ahol szociális munkát végzett 1903 és 1908 között. 1906-ban jelent meg a könyve Social Study címmel a szegénységről. Az itt töltött évek alatt  megtanulta a karitatív szervezet működését és irányítását is.
Dorothy húgának férje, Charles Buxton, liberális parlamenti képviselő 1902-ben Balkán Bizottságot alapított, amely az oszmán kormányzat Macedóniában folytatott elnyomó politikája ellen kampányolt. 1903-ban létrejött a független Mecedóniai Segélyalap (Macedonian Relief Fund). Az első és a második Balkán-háború között 1913 februárjában Eglantyne Koszovóba és Macedóniába utazott. Pénzt vitt a MRF részéről a menekültek megsegítésére és részt vett a segélyalap kiküldötteinek munkájában. Élelemmel látták el a muzulmán és katolikus albánokat, kétszáz gyermek jutott naponta meleg leveshez.
Az első világháború kitörésekor Eglantyne meggyőződéses pacifista lett. 1915-ben Dorothy húgát zavarta, hogy a brit sajtó a háborúról egyoldalúan tudósított. Engedélyt kapott a kormánytól, hogy behozhassa az ellenség újságjait Angliába. Hírlevelet adott ki, hogy a tényeket egyensúlyba állítsa.
A háborút követően a győztes hatalmak büntető embargó alá helyezték a vesztes országokat, ahol a gyermekek szenvedték meg legjobban az élelmiszerhiányt. Eglantyne a Trafalgar téren osztogatta azt a szórólapot, amelyen két csontsovány gyermek fényképe alatt a következő feliratot olvashatták: A blokádunk ezt okozta – gyermekek milliói szenvednek éhhalált. Letartóztatták és bíróság elé állították. Elítélték, de a bíróra olyan nagy hatást gyakorolt humanitárius tettével és gondolkodásával, hogy 5 £-ot adományozott neki, ami a kiszabott pénzbírság összegének felelt meg. Ez volt az első jótékony adakozás a Save the Children szervezet számára, amit Eglantyne és húga röviddel a büntetés után 1919-ben alapított. Eglantyne életre hívta a Nemzetközi gyermekmentő szövetséget Genfben, amelyet a Nemzetközi Vöröskereszt patronált. A NGySz 1923-ban adta ki a gyermekek jogainak nyilatkozatát, amelyet a Nemzetek Szövetsége 1924-ben Genfi Nyilatkozatként fogadott el, s amelynek szerzője Eglantyne volt. A nyilatkozat kimondta, hogy a gyermeknek biztosítani kell azokat az anyagi körülményeket és szellemi közeget, ahol normális módon fejlődhet. Az éhező gyermeket táplálni kell, a beteget ápolni, a szellemi fogyatékossággal születettet istápolni, a tévelygőket helyes útra terelni, az árvákat és elhagyatottakat összegyűjteni és megsegíteni. Katasztrófa esetén a gyermeket kell először megmenteni. Eglantyne a gyermekjog gondolatát nemzetközi síkra terelte. A nyilatkozat nem emelkedett jogi erőre, de a világ valamennyi nemzetének férfi- és nőtagjához szólt, hogy a gyermekeket fajtól, nemzetiségtől és vallástól függetlenül segítsék. Gyermekvédő bizottságok alakultak, civil szervezetek munkálkodtak azért, hogy a kitűzött célokat elérjék.